# Acacia steedmanii
Acacia steedmanii é uma espécie de leguminosa do gênero Acacia, pertencente à família Fabaceae.